# HMS Sussex (1693)

HMS Sussex (1693), рус. Корабль Его Величества «Сассекс» — 80-пушечный линейный корабль Королевского флота. Затонул во время сильного шторма в 1694 году в районе Гибралтара. Исследования показывают, что в момент катастрофы он перевозил крупный груз монет.

## История крушения
Спущен на воду 11 апреля 1693 года на королевской верфи в Чатеме. Был седьмым из 13 кораблей, построенных по специальной военно-морской программе, в противовес расширению французского флота. Война Аугсбургской лиги, в которой корабль кратко участвовал, началась октябре 1688 и длилась до 1697.
Под флагом адмирала сэра Фрэнсиса Уилера Sussex отправился в свой первый большой поход в декабре 1693 года как флагман целого флота, направленного в Средиземное море. Тридцать восемь военных кораблей составили военный компонент Флота Канала. Шесть других должны были присоединиться к флоту в Кадисе, наряду с четырьмя голландскими военными кораблями.
Миссия Sussex в Средиземном море была частью большой коалиционной стратегии, направленной на ослабление агрессивной Франции, где правил Король-Солнце, Людовика XIV. Центральная фигурой в стратегии был Виктор-Амадей II, герцог Савойский, союзник Англии, Голландии, Испании и других в войне Аугсбургской лиги. Вступление Савойского дома в войну создавало для Франции угрозу атаки через плохо защищённую территорию. Когда Франция предложила щедрую оплату, чтобы убедить герцога Савойского перейти на её сторону — 3 000 000 «в монетах», и шесть тонн золота — англичане поспешили доставить крупную сумму, чтобы сорвать французский подкуп.
Исторические записи указывают, что на борту корабля были деньги на сумму миллион фунтов стерлингов, предназначенные для подкупа. Эта сумма приблизительно равнялась взятке Людовика XIV, предложенной герцогу за отказ от союзников. Другие документы 1693 года, включая Календарь государственных бумаг и официальный дневник английского двора, показывают, что когда флот Уилера собирался в Средиземное море, казначейству был отдан приказ выделить «миллион фунтов деньгами для нужд Флота», и что «большая сумма денег сим отправляется Савойскому дому».
27 декабря 1693 года флот Уилера покинул Спитхед, рейд в юго-восточной части Англии, охраняющий Английский канал (Ла-Манш). Весь флот из торговых и военных кораблей, всего 199 вымпелов, почти на месяц зашёл в гавань Кадиса, Испания, для пополнения запасов и реорганизации, затем разбился на более мелкие группы, назначением в разные места в Средиземном море. После этого Sussex с ещё несколькими кораблями отправились в Гибралтар на рандеву с купцами, ожидающими охранения на переход в Италию и восточные порты Леванта. Собравшиеся 85 торговых судов и военных кораблей готовились к выходу в море. Как свидетельствуют архивные записи, Sussex, возможно, имел секретное поручение доставить огромную субсидию, чтобы обеспечить лояльность герцога Савойского и его дальнейшее участие в войне против Людовика XIV.
Во второй половине дня 17 февраля, вскоре после того, как флот адмирала Уилера прошёл Гибралтарский пролив, у берегов Африки начался ожесточённый шторм. Sussex и его конвой были застигнуты в открытом море бурей, которая все усиливалась. Утром 19 февраля 1694 года Sussex затонул. Из более чем 600 членов экипажа на борту, все, кроме двоих утонули. Среди жертв был адмирал Уилер, чьё тело было найдено через несколько дней на восточном берегу гибралтарской скалы.
Тринадцать кораблей флота погибли во время шторма, многие на скалистом берегу Гибралтара или в бухте. Sussex был самым крупним и сильно вооружённым из всех погибших. В общей сложности было примерно 1200 жертв, и потому эта катастрофа остаётся одной из самых страшных в истории Королевского флота. Крушение Sussex наблюдали несколько очевидцев, которые позже свидетельствовали на разбирательстве, устроенном Королевским флотом. Также свидетелями катастрофы были два корабля, которые сделали запись об этом в судовых журналах.
Секретные средства так и не дошли до Савойского. Год спустя Англия снова отправила деньги, но было уже слишком поздно. Герцог Савойский принял французское предложение и перешёл на другую сторону. По тайному Туринскому договору, заключённому в начале 1696 года, он приобрёл значительные земли, укрепления и допуск во французскую королевскую семью. Измена герцога привела войну к концу в тупик, и годом позже, в 1697 году, был подписан Рейсвейкский мирный договор.
Вскоре после потери Sussex английская корона сразу же постаралась собрать миллион фунтов стерлингов из новых налогов — сумму, покрывающую потери.

## Поиски
Компания Odyssey Marine Exploration, занимающаяся поиском кладов, заявила, что нашла место катастрофы. В сентябре 2002 года с правительством Соединённого Королевства было подписано партнёрское соглашение, позволяющее вести подъём сокровищ. Однако работу пришлось отложить из-за вмешательства испанских учёных. Они хотели бы убедиться, что судно, обломки которого найдены, действительно является английским военным кораблём Sussex, а не испанским галеоном.